# رودي بانكو
رودي بانكو (بالإنجليزية: Rudy Pankow)‏، من مواليد 12 أغسطس 1998 في كيتشيكان، ألاسكا، هو ممثل أمريكي. عُرف عن دوره كـ جي جي مايبانك في مسلسل ضفاف كارولينا.
كان بانكوف على علاقة مع إيلين سيميك منذ نوفمبر 2020.

## روابط خارجية
- رودي بانكو على موقع IMDb (الإنجليزية)
- رودي بانكو على موقع ألو سيني (الفرنسية)
- رودي بانكو على موقع قاعدة بيانات الفيلم (الإنجليزية)
- رودي بانكو على موقع كينوبويسك (الروسية)